# Sněhurka (ne)šťastná až navěky
Sněhurka (ne)šťastná až navěky (v anglickém originále Happily N'Ever After 2: Snow White—Another Bite @ the Apple) je americko-německý animovaný fantasy film z roku 2009 režírovaný Stevenem E. Gordonem a Boydem Kirklandem. Scénář k němu napsal Chris Denk. Film je pokračováním (Ne)šťastně až na věky z roku 2006. Hlavní role namluvili Helen Niedwick, Cam Clarke, Jim Sullivan, Kirk Thornton, Cindy Robinson, David Lodge a Catherine Lavin.
Film byl vydán 24. března 2009 na DVD a byl kritizován za slabý scénář a nekvalitní CGI.

## Synopse
Ze Sněhurky, která si myslí, že oblíbenost její matky byla v její kráse, se stane povrchní princezna. Toho ke svým plánům využije nová králova žena.